# Zona metropolitană Cluj-Napoca
Zona metropolitană Cluj este o zonă metropolitană din județul Cluj, ce cuprinde municipiul Cluj-Napoca și 18 comune din apropiere Aiton, Apahida, Baciu, Bonțida, Borșa, Căianu, Chinteni, Ciurila, Feleacu, Florești, Gilău, Gârbău, Jucu, Petreștii de Jos, Săvădisla, Sânpaul, Tureni, Vultureni. Suprafața totală a zonei metropolitane este de 1.364 de kilometri pătrați, ocupând cca 24% din teritoriul județului Cluj. Populația celor 19 localități însumează 420.839 de persoane, potrivit datelor finale ale RPL 2021, dintre care 286.598 locuiesc în Cluj-Napoca.

## Populație
Zona metropolitană Cluj-Napoca este una dintre cele mai mari zone metropolitane din România. Tabel cu populația și cele mai importante comunități etnice ale celor 20 de unități administrative componente, potrivit Recensământului Populației și al Locuințelor din 2011: 
     Inel A
     Inel B
|             | Populație | Populație | Populație   | Suprafață (km²) | Densitate (loc./km²) |
|             | 2011      | 2016      | ↑ 2016/2011 | Suprafață (km²) | Densitate (loc./km²) |
| ----------- | --------- | --------- | ----------- | --------------- | -------------------- |
| Cluj-Napoca | 324.576   | 321.687   | ▼ 0,9%      | 179,5           | 1.792                |
| Florești    | 22.813    | 28.144    | ▲ 23,4%     | 60,8            | 462                  |
| Apahida     | 10.685    | 11.921    | ▲ 11,6%     | 107             | 111                  |
| Baciu       | 10.317    | 10.810    | ▲ 4,8%      | 87,5            | 123                  |
| Gilău       | 8.300     | 8.701     | ▲ 4,8%      | 116,8           | 74                   |
| Bonțida     | 4.856     | 4.878     | ▲ 0,5%      | 80,3            | 60                   |
| Jucu        | 4.270     | 4.319     | ▲ 1,1%      | 85,1            | 50                   |
| Cojocna     | 4.194     | 4.187     | ▼ 0,2%      | 129,3           | 32                   |
| Săvădisla   | 4.392     | 4.174     | ▼ 5%        | 110             | 37                   |
| Feleacu     | 3.923     | 3.765     | ▼ 4%        | 48,4            | 77                   |
| Chinteni    | 3.065     | 3.143     | ▲ 2,5%      | 96,5            | 32                   |
| Căianu      | 2.355     | 2.384     | ▲ 1,2%      | 55,1            | 43                   |
| Gârbău      | 2.440     | 2.315     | ▼ 5,1%      | 72,1            | 32                   |
| Sânpaul     | 2.382     | 2.272     | ▼ 4,6%      | 93,2            | 24                   |
| Tureni      | 2.278     | 2.235     | ▼ 1,9%      | 74              | 30                   |
| Ciurila     | 1.594     | 1.460     | ▼ 8,4%      | 72,2            | 20                   |
| Vultureni   | 1.516     | 2.099     | ▲ 27.77%    | 71.12           | 22                   |
| Borșa       | 1.600     | 1.380     | ▼ 13,7%     | 61,6            | 22                   |
| Aiton       | 1.085     | 1.042     | ▼ 4%        | 40,9            | 25                   |
| Total       | 418.153   | -         | -           | 1.911           | 226                  |

## Baza juridică
Potrivit legislației românești, zona metropolitană este zona constituită prin asocierea pe bază de parteneriat voluntar între localitățile urbane și rurale, între care s-au dezvoltat relații de colaborare pe multiple planuri.
Zona metropolitană cuprinde teritoriul administrativ al orașului centru polarizator și al unităților administrativ-teritoriale cuprinse în zona de navetism a acestuia, la distanțe de până la 30 km, care respectă condiția de contiguitate spațială și în cadrul căruia s-au dezvoltat relații de cooperare pe multiple planuri.

## Înființare
Zona Metropolitană Cluj s-a constituit juridic ca o asociație de dezvoltare intercomunitară, în toamna anului 2008, având ca fondatori municipiul Cluj-Napoca, Consiliul Județean Cluj și 17 comune din zona periurbană a Clujului. În 2009, la zona metropolitană a aderat comuna Sânpaul, iar în 2016, comuna Săvădisla. 

## Obiective
Obiectivele pe care le urmărește Asociația de Dezvoltare Intercomunitară Zona Metropolitană Cluj sunt: 
- Creșterea competitivității economice bazate pe cunoaștere;
- Dezvoltarea și modernizarea infrastructurii de transport;
- Protejarea și îmbunătățirea calitătii mediului;
- Dezvoltarea resurselor umane, creșterea gradului de ocupare și combaterea excluziunii sociale;
- Dezvoltarea economiei rurale și cresterea productivității în sectorul agricol;
- Participarea echilibrată a tuturor comunelor din zona metropolitană Cluj la procesul de dezvoltare socio-economică

## Proiecte
Zona Metropolitană Cluj, ca lider sau partener, a derulat sau derulează o serie de proiecte cu finanțare europeană sau din Granturi SEE și Norvegiene. Printre acestea se numără:
- „Cetățeni digitali europeni” (Eudigit)
- URBforDAN. Management and Utilization of Urban Forests as Natural Heritage in Danube Cities
- The Lab Cluj Arhivat în 21 octombrie 2020, la Wayback Machine.. Laboratorul Metropolitan de Inovare Sociala
- Pata 2 Arhivat în 12 august 2020, la Wayback Machine.. Intervenții integrate replicabile pentru locuire incluzivă și combaterea marginalizării în Zona Metropolitană Cluj
- Cluj Future of Work, componenta „Muncă informală”[7]